# Sceptobius
Sceptobius är ett släkte av skalbaggar. Sceptobius ingår i familjen kortvingar.
Kladogram enligt Catalogue of Life:
| Sceptobius | \| \| Sceptobius dispar \| \| \| \| \| \| Sceptobius lativentris \| \| \| \| \| \| Sceptobius schmitti \| \| \| \| |
|            | \| \| Sceptobius dispar \| \| \| \| \| \| Sceptobius lativentris \| \| \| \| \| \| Sceptobius schmitti \| \| \| \| |
|            | Sceptobius dispar                                                                                                  |
|            | |
|            | Sceptobius lativentris                                                                                             |
|            | |
|            | Sceptobius schmitti                                                                                                |
|            | |